# Мишарин, Александр Николаевич
Алекса́ндр Никола́евич Миша́рин (6 апреля 1939, Москва — 13 апреля 2008, Москва) — советский и российский драматург, сценарист, прозаик. Заслуженный деятель искусств РФ (2000).

## Биография
Родился 6 апреля 1939 года в Москве. Наполовину немец. Окончил Высшее театральное училище имени М. С. Щепкина (1960), где его однокурсниками были Андрей Вейцлер (в будущем — постоянный соавтор) и Людмила Крылова. Позже окончил Высшие сценарные курсы.
По окончании театрального вуза Мишарин и Вейцлер были распределены в Калининский театр юного зрителя. Вместе они стали сочинять пьесы для театра, одну из которых — «Опасная тишина» — поставил Николай Павлович Охлопков у себя в Театре имени Маяковского, где Мишарин также сыграл роль начальника зимовки. На первую постановку положительную рецензию написал Михаил Светлов, назвав авторов «очень талантливыми» и «неприлично молодыми».
После критической заметки в газете «Правда», когда его пьесы перестали ставить в театре, сотрудничал на радио в литературно-драматической редакции.
Член СП СССР (1967). Жил в Москве. Был близким другом Андрея Тарковского, а также его соавтором по ряду киноработ, включая нереализованный сценарий фильма о Достоевском. Считал, что идея покинуть Родину стала творческой ошибкой Тарковского.
Скончался 13 апреля 2008 года в Москве.
Похоронен на Троекуровском кладбище в Москве (уч. 14)

## Творчество
А. Н. Мишарин — автор более тридцати пьес и киносценариев, большинство из которых написано в соавторстве с Андреем Вейцлером — в том числе, к фильму Андрея Тарковского «Зеркало».
Работал главным редактором журналов «Воскресенье» (с 1990 года) и «Новая Россия» (с 1991 года).

### Фильмография

#### Актёр
- 1972 — «Солярис» — председатель комиссии (эпизод)
- 1974 — «Зеркало» — доктор у смертного одра Алексея.

#### Киносценарии
- Серая болезнь (1966, совместно с А. Л. Вейцлером и Я. А. Сегелем)
- Чермен (1970, совместно с Г. Плиевым и Н. Санишвили)
- Настенька (1973)
- Зеркало (1968, совместно с Андреем Тарковским)
- Моё дело (1976)
- Усатый нянь (1977, совместно с А. Вейцлером)
- Сардор (1978, совместно с А. Тарковским)
- Коней на переправе не меняют (1980, совместно с Наумом Мельниковым и Гавриилом Егиазаровым)
- Февральский ветер (1981)
- К своим!.. (1983)
- Пять разговоров с сыном (1983)
- В связи с переходом на другую работу (1988)

### Романы
- Белый, белый день…[8]
- Карьера

### Пьесы
- Песня о ветре (1959, совместно с А. Вейцлером)[9]
- Гамлет из квартиры № 13 (1961, совместно с А. Вейцлером)[10]
- Опасная тишина (1963, совместно с А. Вейцлером)[11]
- Зимняя баллада (1970, совместно с А. Вейцлером)
- День-деньской (1974, совместно с А. Вейцлером)
- Прекрасная дама (1977, совместно с А. Вейцлером)[12]
- Хроника одного двора (1978, совместно с А. Вейцлером)[13]
- Пять разговоров с сыном (1983)
- Равняется четырём Франциям (1984)
- Серебряная свадьба (1985)
- Наци (1987)
- Сказание об Анне и Людвиге[14]

### Публицистика
- Тайна явного: Иннокентий Смоктуновский // Мой любимый актёр: Писатели, режиссёры, публицисты об актёрах кино [: сб.] / Сост. Л. И. Касьянова. — М.: Искусство, 1988. — С. 23—38.
- Воспоминания о Н. П. Охлопкове// Николай Павлович Охлопков: Статьи. Воспоминания / Сост. Е. И. Зотова, Т. А. Лукина. М.: ВТО, 1986.